# ローザ・マニオン
- ローザ・マニヨン

ローザ・マニオン（Rosa Mannion, 1962年1月29日 - ）は、イギリスのソプラノ歌手。
リヴァプールの生まれ。王立スコットランド音楽院で声楽を学び、1984年にスコティッシュ・オペラでガエターノ・ドニゼッティの『愛の妙薬』でアディーナ役を歌ってデビューを飾る。以降はグラインドボーン音楽祭に招聘されたり、コヴェントガーデン王立歌劇場に出演したりした上、国内外の歌劇場に客演して名声を得た。1998年に病を得てからは、後進の指導に活動の重点を移し、バース・スパ大学やロンドン王立音楽大学で教鞭をとるようになった。